# 大天狗
大天狗（おおてんぐ、だいてんぐ）は、強力な神通力を持つとされる天狗である。
さまざまな説があるが善悪の両面を持つ妖怪もしくは神とされ、優れた力を持った仏僧、修験者などが死後大天狗になるといわれる。そのため他の天狗に比べ強大な力を持つという。

## 大天狗の姿
大天狗の姿については、他の天狗に比べてより長い鼻を持つ「鼻高天狗」、半人半鳥で背中に翼をもつ「烏天狗」などが最も多く、その他、『太平記』などに出てくる崇徳上皇は「金色の鳶」として登場し、また那智滝本前鬼坊のように鬼が苦行を積み大天狗となる場合などは「鬼」の姿で表現されたりもする。また、人間と全く変わらない姿で登場する事もある。 

## 日本の大魔王
中世以降、天狗は「大魔王」などと呼ばれ、天狗は天狗道に堕ちているがゆえ、不老不死とされ、仙人の如く様々な業を発揮し、仏教に障害を試み、ものによっては国家を揺るがす大妖怪とされるようになる。国家を揺るがす程の天狗でなくとも、天狗の好きな物といえば、『秋の夜の長物語』に曰く、「焼亡（火事）、辻風（つむじ風）、小諍い、論の相撲（口げんかの後の組討）、白河鉾の空印地（祭りの縄張り争い）、山門南都の神輿振り（当時のデモ）、五山の僧の問答（宗論の中で禅坊主が一番荒っぽく、すぐ殴り合いの喧嘩になった）」とされ、とくに天狗の起こす焼亡、騒乱は脅威とされた。

### 巨大天狗
巨人と言えばダイダラボッチの伝説が有名である。巨人の足跡とされる池や沼が各地に残り、また山等を作ったとされる伝説があるが、地方によっては天狗がこのダイダラボッチと同一視されて巨大な天狗の伝説が残っている。
相撲好きな秋田の三吉神、島の噴火を団扇で煽ぎ噴火を止めたという南海硫黄ヶ島のホダラ山王、ミエビ山王等が巨大天狗とされる。群馬県榛名湖畔の出島ヒトモッコ山は、昔、榛名の天狗が榛名富士を富士山以上の高山にしようと、大地を掘って山上に盛り上げていくうちに、いつしか夜が明けて通力を失い。ちぇっとばかりに投げ捨てた最後の一モッコの土がヒトモッコ山で、掘り下げた土の跡が榛名湖だという。

### 崇徳上皇の大天狗
天狗譚の中でも崇徳上皇の話は有名である。『保元物語』『雨月物語』などの軍記物語では崇徳上皇は「日本国の大魔縁となり、皇を取って民となし、民を皇となさん」と、自らの舌を食いちぎり、その血潮で大乗経に呪詛の誓文を記し、海底に沈めた。死後は怨霊、天狗となって人間界を荒らしたとされる（一方で崇徳院が実際に詠んだ歌や『今鏡』では、悲嘆の感情はあるものの怨念を抱いていた様子はない）。ざっと紹介すると、毒の息で都に疫病を流行らせ貴族や大臣を病気や死に追い込み、延暦寺の強訴、鹿ケ谷の陰謀などを引き起こしたとされ、「安元の大火」も別名「太郎焼亡」ともよばれ崇徳上皇（愛宕山太郎坊という別説もある）が起こしたとされる。この際、崇徳上皇に恐れをなした後白河上皇（自身も崇徳上皇が原因とする病魔に冒されていた）やその側近たちは、これを鎮めるために「崇徳院」の名を贈り、頓証寺を建てるなどをしたが、その甲斐なく病状は日増しに重くなり遂には崩御してしまう。
現在崇徳上皇は「白峯神宮（旧称白峯宮）」に祀られている。王政復古の時に孝明、明治両天皇が、崇徳上皇の怨念の発現を恐れ、神として祀りあげたためである。

### 役小角の大天狗
役行者は、日本の修験道の始祖にして、山嶽宗教を打ち立てた鼻祖である。役行者の行跡については早く『日本書紀』に記載され、続いて『日本霊異記』『今昔物語』と彼の山嶽修行の厳しさと、無双の神通者であることが記載されている。呪験を得てからの行者はほとんど山を住処として、木の実を食し、木の葉を行衣とし諸山を巡り、葛城山では山神一言主命を使役し、河内生駒山では二鬼を折伏し、大峯山中では前鬼・後鬼を従え、雲に乗る。水をくぐるは元より、その通力は止まるところを知らなかったという。行者の神異と数々の呪験は国史の上でも認めるところで、寛政11年（1799年）、「神変大菩薩」の諡号が贈られており、また吉野熊野を結ぶ山伏の峯入道を開いた業績が、多くの末流を生み、彼の奇跡と伝説をより荘厳なものとしている。
そのような華々しい業績を残している行者だが、彼は大天狗の一人としても数えられている。「石鎚山法起坊」がその狗名である。役行者の大天狗とあってはいかなる妖怪・魔怪の類も服せざるを得ないだろうとして、天狗の中でも別格とされている（役行者ではなく役行者の師であるという説もある。こちらの場合でも役行者の師匠という事で絶大な霊力を持つとされ、やはり別格扱いされている）。
このように、大天狗となる者の中には、その前世に優れた業績や霊力・呪力を持つとされていた人物が少なくない。そしてそうした事実が、人々の心にあった天狗の格を上げていき、害を成す天狗にいたっては大魔王として扱われるようになったのである。

## 大天狗になる者
『源平盛衰記』の後白河法皇と住吉大神との天狗問答に「もろもろの智者学匠の、無道心甚だしい者が、死んで天魔という鬼になり申す。その頭は天狗、身体は人身にて翼が生えており、前後百年のことを予知する通力を有し、空を飛ぶこと隼のごとく、僧侶なれば地獄には堕ちず、無道心故往生もできず、魔界の天狗道に堕つ。無道心の僧、高慢の学匠は皆天魔となり、天狗と呼ぶ。」とある。加えて大智の僧は大天狗、小智の僧は小天狗になることも語られている。
ただし、僧のみが天狗になるというのは極論だという意見もある。『沙石集』巻8・11話の中では「天狗と云ふ事、聖教の確かなる文見えず、先徳魔鬼と釈せるにや、日本の人の云いならはしたるなり」とある。経典に天狗の事は一文も書かれていないのにどうして僧侶ばかりが天狗になるのだという抗議である。知切光歳は『天狗の研究』内で、「僧侶の中から天狗に化った者が多いことは認めるが、高慢僧だけしか天狗に化らないというのは行き過ぎだ」と断定している。実際、『太平記』に登場する大天狗達は僧侶以外の貴人や武将も大天狗と化っており、しかも傲慢・慢心によるものではなく、前世の悲運を呪って大天狗と化している。また、役行者など幾人かの優れた修験者も大天狗となっている。
天狗になる者の多くは尸解（しかい）天狗であるが、中には生きながら天狗になったと伝えられている者もいる（尸解とは、いったん死んだ後、仙人、天狗などになる方法である、一般的には仙人に使われる語であるが、天狗にも使われる）。仙人界においては、尸解仙は生きながら仙人になった者より下に見られることがあるようだが、天狗界にはそのような差別はない。

## 天狗の羽団扇
天狗の中でも、大天狗または力の強い天狗が持つとされる団扇。羽団扇自体が強力な通力を有すとされる。自身か、もしくは眷属の羽を献上させ羽団扇にすると言われる。羽団扇1本で、飛行、縮地、分身、変身、風雨、火炎、人心、折伏、等何でも自由自在だという。また、ただ持って座っているだけで妖魔退散の効果があり、時には武器と同じように悪獣悪鳥等に打ち付けて使うこともあるとされる。
この様に、様々な奇跡を起こすとされる団扇であるが、特に恐れられたのが天狗によっておこる火事であり、天狗の団扇は火を煽り火勢を強め、自在に操るために使われるものと信じられてきた。そのため、天狗を祀る神社では天狗が火事を起こさないように火伏の神として祀られていることがある。
天狗の羽団扇の羽の数は奇数で束ねられ、11枚とされるが、社寺によっては9枚、13枚などとされている所もある。
尚、天狗を祀る社寺の幕紋には団扇の形をしているものが多いが、そのほとんどは棕櫚の葉の紋であり、天狗の羽団扇とは関係がない。天狗の羽団扇と混同されがちなので注意が必要である。
また、余談ではあるが、ヤツデの葉には「テングノハウチワ」という別名が付いている。ヤツデの葉にも魔除けの効果があるとされる他、姿形など羽団扇と類似点が多いために、このような別称が付けられたとみられている。
しかし、天狗が持つとされるのは、あくまで天狗の羽で作られた団扇であり、ヤツデの葉を持っているわけではない。

## 大天狗と鼻高天狗
京都鞍馬寺に現存する狩野元信作（別作者説有）『鞍馬大僧正坊図』は、俗伝では日本で初めて想像された大天狗の姿であるとされている、しかし後述するように姿形そのものは初めてと言うわけではない。それまでの天狗の姿というのは、ほとんどは烏天狗の姿であった。この『鞍馬大僧正坊図』に描かれた大天狗は、烏天狗とは異なる容貌をしており、従来の天狗とは一歩出た大天狗のイメージとして諸山に広がっている。
近世以降、一般に鼻高天狗を大天狗、烏天狗を小天狗と呼ぶ。しかし、飯縄系の大天狗は依然として烏天狗や鳶など古来からの天狗の容貌を残している。
また、『鞍馬大僧正坊図』以前の『天狗草紙』（永仁4年＝1296年成立）の三井寺巻には鼻の高い天狗が描かれている。比叡山のある学僧が成った天狗であり大天狗という表現はない。『天狗草紙』が書かれた鎌倉末期はまだ鼻高天狗が主流となる前だったためである。『天狗草紙』に記述される「天狗の長老」とは、一遍上人を指し、「空から花を降らせ、紫雲をたなびかせる術を起こし、民衆を狂舞させ、はては尿まで薬だとありがたせた」ため、天狗の長老と呼ばれたと記述される。これは、当時、一遍の教えが下層民衆の間に熱狂的に受け入れられたことに対する他宗の反感の表れでもあった。

## 鼻高天狗のイメージ形成
現在一般的に描かれる鼻高天狗の姿は、一説には狩野元信が描いた姿が広まっていると言われている。しかしこの姿は、元になったものがあるだろうと考えられている。なぜならば、『鞍馬大僧正坊図』に描かれた大僧正によく似た姿の神や面や図像がすでに相当数存在していたからである。

### 伎楽、雅楽などの面の影響とする説
まず有力視されているのが、伎楽で使われる伎楽面とされる説である。伎楽は、飛鳥時代に中国から伝えられた仮面劇で、奈良時代をピークに各寺院が専属の演者を抱えるほど盛んに行われたが、使われた面には鼻高で西域胡人の顔貌をしたものが多い。「治道」は赤ら顔で鼻が高く、鼻高天狗と非常によく似ている。「酔胡王」「酔胡従」なども、鼻高で西域胡人の顔貌である。
喜多村信節などは、大天狗のモデルとして雅楽の「胡徳面」ではないかという説を唱えている。それに加えて知切光歳は、顔の醜怪さでは「抜頭面」「納曾利面」の方が天狗に近く、「蘇莫者面」「蘭陵王面」「荒序」なども一脈天狗に通ずるものがあると指摘している。

### サルタヒコの影響とする説
鼻高天狗の容貌の由来としては、他に日本神話の猿田彦神の影響とする説がある。『日本書紀』には鼻の長さは七咫（咫は手のひらを広げた長さ。七咫は1メートルを優に越える）、背は七尺あまり、唇はつやつやと明るく光り、目は八咫の鏡の様に大きく丸く赤かった」とある。神楽の仮面などでは、鼻高のサルの容貌であるが、サルタヒコを表す面として天狗の面をそのまま用いる事があるため、サルタヒコと天狗は同一視されることが多い。ただし、サルタヒコと天狗の同一視は中世以降の神道家が唱えた説に過ぎないという指摘もある。

### その他
また、図像分析の知見から、天狗は発生初期においてすでに鼻高になる要素があったとする意見もある。というのも、天狗というのは変身術の達人でもあるわけだが、「烏天狗から人身へ」または「人身から烏天狗へ」と変身する過程で鼻高になった事例が散在するためである（例、『天狗草紙』の三井寺巻、『是害房絵』など）。なぜ変身の過程で鼻が伸びたかというと、人間の鼻が烏天狗に変化する過程で長い鼻となりやがて嘴となる（鼻が上嘴となり下顎が下嘴となる）。つまり、天狗の長い鼻とは嘴の名残であるという意見である。これらの鼻の高い天狗を描いた図は、鞍馬大僧正坊図に先行するため、元信が大天狗の姿を想像するにあたって参考にした可能性が指摘されている。

## 八天狗
日本を代表する八天狗は、
- 愛宕山太郎坊
- 比良山次郎坊（『天狗経』では治郎坊）
- 飯綱三郎
- 鞍馬山僧正坊
- 大山伯耆坊
- 彦山豊前坊
- 大峰山前鬼坊
- 白峰相模坊

であり、さらに別格の石鎚山法起坊を加えることもある。

## 四十八天狗
天狗の中でも、江戸時代中期に書かれた密教系の祈祷秘経『天狗経』に登場する四十八天狗は有名である。『天狗経』に書かれた四十八天狗は以下のとおりである。
- 愛宕山太郎坊
- 比良山治郎坊
- 鞍馬山僧正坊
- 比叡山法性坊
- 横川覚海坊
- 富士山陀羅尼坊
- 日光山東光坊
- 羽黒山金光坊
- 妙義山日光坊
- 常陸筑波法印
- 彦山豊前坊
- 大原住吉剣坊
- 越中立山繩垂坊
- 天岩船檀特坊
- 奈良大久杉坂坊
- 熊野大峯菊丈坊

- 吉野皆杉小桜坊
- 那智滝本前鬼坊
- 高野山高林坊
- 新田山佐徳坊
- 鬼界島伽藍坊
- 板遠山頓鈍坊
- 宰府高垣高林坊
- 長門普明鬼宿坊
- 都度沖普賢坊
- 黒眷属金比羅坊
- 日向尾畑新蔵坊
- 醫王島光徳坊
- 紫黄山利久坊
- 伯耆大山清光坊
- 石鎚山法起坊
- 如意ヶ嶽薬師坊

- 天満山三萬坊
- 厳島三鬼坊
- 白髪山高積坊
- 秋葉山三尺坊
- 高雄内供奉
- 飯綱三郎
- 上野妙義坊
- 肥後阿闍梨
- 葛城高天坊
- 白峰相模坊
- 高良山筑後坊
- 象頭山金剛坊
- 笠置山大僧正
- 妙高山足立坊
- 御嶽山六石坊
- 浅間ヶ嶽金平坊

「〜坊」と付くと天狗の個体名として捉えてしまいがちだが、これは山に充てられた名であるため、天狗の地域的集団名と捉えた方が良い。つまり、基本的に四十八天狗とは「大天狗の住処」と「大天狗と眷属達の集団名」を表しているといったところである。厳島三鬼坊で例えると、住んでいる山（場所）が「厳島」、天狗集団名が「三鬼坊」そしてそれを率いている大天狗が追帳鬼神・魔羅鬼神・時眉鬼神の三天狗という具合である。

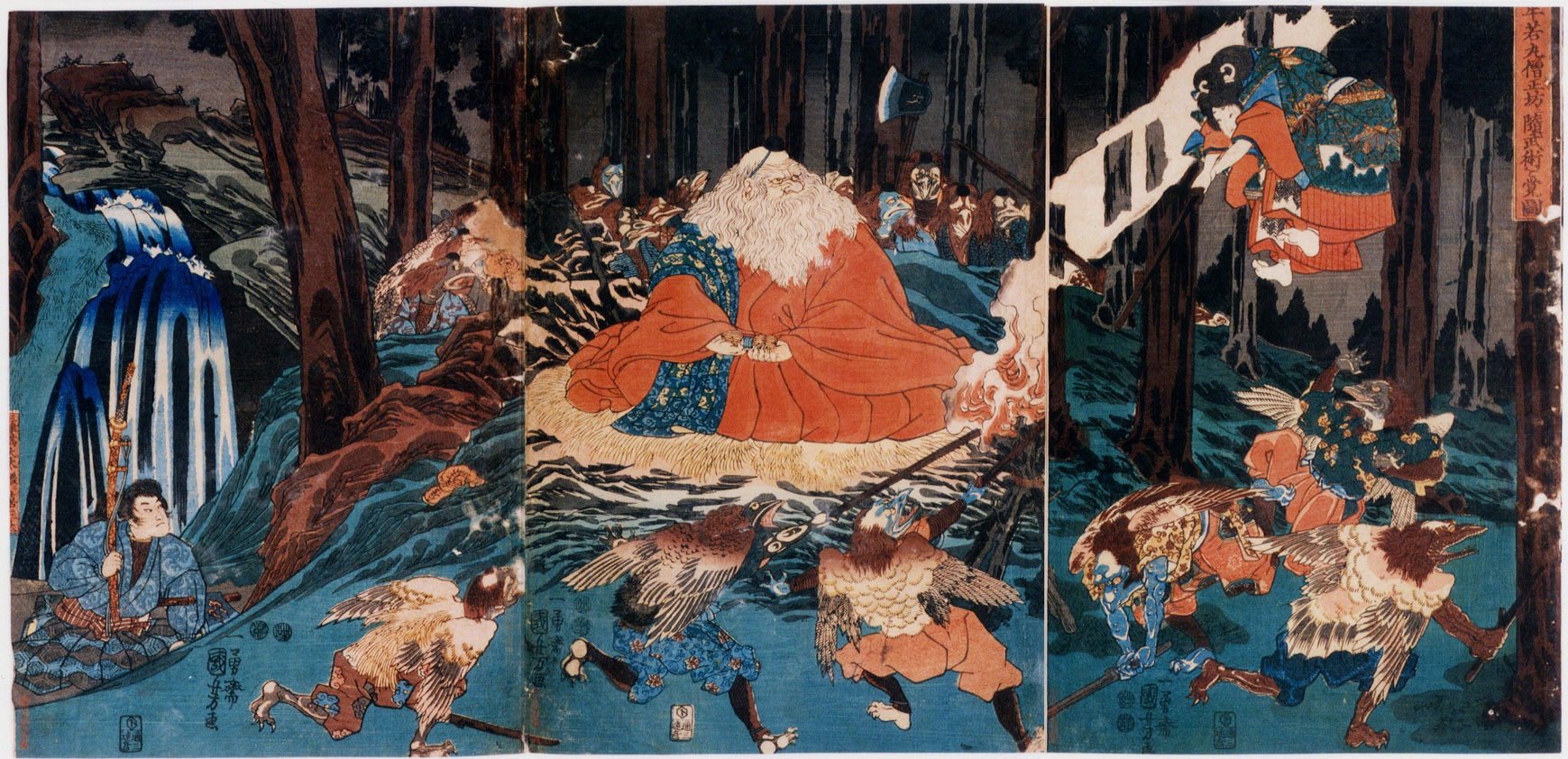
歌川国芳画『牛若丸僧正坊隋武術覚図』 嘉永4年（1851年）。鞍馬山にて大天狗の鞍馬山僧正坊（中央）から武術の手解きを受ける源義経（牛若丸。右上）

四十八天狗の中には、率いている大天狗の個体名まで判明していないものも多く、そういった天狗は四十八天狗の名で語られることがある。中には集団名と個体名が同じものも存在し、率いている天狗がさらに強力な天狗に変わる場合もある。また四十八天狗を個体名として捉えてしまったまま研究、説話が伝わってしまうものもあるため、特に同じ地域において天狗とその残した業績、伝説がごちゃまぜになりやすい。例えば、「鞍馬山僧正坊」である。鞍馬山を支配する魔王大僧正と呼ばれる天狗と牛若丸に武術を教えた天狗は別天狗であるとされるが、四十八天狗名ではどちらも鞍馬山僧正坊のため同一視される事が非常に多い。
俗に、鼻が高い天狗を大天狗と呼び、鳥の姿をした天狗を小天狗と呼ぶことがあるが、四十八天狗の中では、飯綱三郎、秋葉山三尺坊などは鳥の姿をしている。これは、飯縄系天狗の大元である飯縄権現が鼻高天狗の姿に変えられようとした時、それに親しんでいた信者や郷土史家などから苦情を受け、烏天狗の姿を残したためである。